# Nembo
Nembo ist eine ehemalige Automobilmarke. Jedenfalls Anfang der 1970er-Jahre war die Marke im italienischen Südtirol ansässig, nach einzelnen Quellen zuvor bereits ab 1968 in Baden-Württemberg. Sie bestand nur kurzzeitig bis 1971.
Die hier behandelte Automobilmarke hat keine Verbindung zu dem italienischen Karosseriebaubetrieb beziehungsweise der Marke Nembo, unter der das Unternehmen Neri e Bonacini aus Modena in der Region Emilia-Romagna zwischen 1960 und 1967 wiederholt exklusive Hochleistungssportwagen präsentierte.
Einziges Fahrzeugmodell war ein gleichnamiger Personenkraftwagen, der bis 1971 angeboten und in geringer Stückzahl hergestellt wurde. Unter dem Namen Nembo entstanden sportliche zweisitzige Coupés für den Straßenverkehr mit Kunststoff-Karosserie sowie dem Unterbau des VW Käfer.
Als Markenname wird gelegentlich abweichend – entsprechend dem Hersteller – Burgert angegeben und Nembo nur als Modellbezeichnung.
Zuvor beziehungsweise parallel unterhielt der Hersteller, der zunächst ab 1968 in Baden-Württemberg beheimatet war, auch die Automobilmarke Nizza.

## Hersteller
Die Angaben zum Hersteller des Nembo sind im Detail widersprüchlich. Produzent war je nach Quelle das Unternehmen Burgert-Kunststofftechnik, Burgert Srl. oder Burgert Product/Burgert Products, jeweils mit Sitz in Toblach (Dobbiaco) in Südtirol.
Eine Quelle nennt die Firma Burgert, zunächst im württembergischen Merklingen, dann im Südtiroler Toblach.
Quellen, die den Nembo, zum Teil auch den Nizza als Modelle der Marke Burgert einstufen, nennen zunächst D. + M. Burgert in Merklingen, dann Burgert Products in Toblach beziehungsweise D&M Burgert zunächst in Stuttgart, dann in Toblach oder allein Burgert Kunststofftechnik in Toblach.
Die Automobilherstellung des Nembo endete in Südtirol jedenfalls 1971.
Den Vertrieb in der Bundesrepublik Deutschland übernahm das oberbayrische Unternehmen Burgert Product, Brückenstraße 35 in 8201 Kolbermoor. Als Burgert Product GmbH spezialisierte sich der oberbayrische Betrieb Anfang der 1970er-Jahre auf Klima-, Lüftungs- und Heizungstechnik sowie Wärmedämmung. Das Unternehmen zog später innerhalb des Ortes um und firmiert inzwischen als Burgert & Geldner GmbH. Bis heute ist es mit der Kunststoffverarbeitung verbunden und vertreibt insbesondere elastische Verbindungsstutzen unter der Marke Duroflex, die am Tiroler Stammsitz in Vomp hergestellt werden.

## Marken- und Fahrzeuggeschichte
Der Nembo wurde Anfang 1970 öffentlich vorgestellt. Seine Markteinführung war 1971. Im Zuge der Vermarktung erschien 1971 insbesondere ein fünfseitiger, umfangreich bebilderter Testbericht zum Nembo in der Fachzeitschrift Hobby – Das Magazin der Technik.
Die Hintergründe für die Namensgebung sind nicht bekannt. Nach einer Quelle vermochte selbst der Hersteller auf Nachfrage keine konkrete Bedeutung anzugeben. Eine andere Quelle mutmaßt, dass „die Ähnlichkeit (des Nembo) mit dem von Ferrari Mitte der 60er Jahre vorgestellten Modell Nembo offenbar beabsichtigt“ gewesen sei.
Nembo ist das italienische Wort für „Gewitter-“ oder „Sturmwolke“, auch „Nimbus“. Ferner ist es der Name einer bekannten italienischen Fallschirmjäger-Division während des Zweiten Weltkriegs, einer italienischen Zerstörer-/Torpedoboot-Klasse aus der Zeit vor bis nach dem Ersten Weltkrieg und der Beiname des 18-Zylinder-Doppelstern-Flugmotors A.80 RC.4 von Fiat S.p.A.
Nach den überwiegenden Quellen war der Nembo das einzige Fahrzeugmodell, das der Hersteller in Südtirol produzierte, während der Nizza nur in Württemberg entstand. Der Nembo fungierte damit als Nachfolger des Nizza.
Er war im Design etwas kantiger, vom Konzept her komfortabler und für den Alltagsgebrauch besser geeignet. Der Nembo wird als „recht sauber geformt“, „eher kantig“ und von „elegantem Styling“ bewertet; schon dem Nizza war ein „eleganter Sportwagenlook“ attestiert worden.
Nur nach wenigen Quellen entstanden der Nizza und der Nembo parallel bereits ab 1968 als Kit Cars in Merklingen.
Die Herstellung des Nembo endete in Südtirol noch 1971.
Nähere Verkaufszahlen des Nembo sind nicht bekannt; die Fertigung in Südtirol war auf ein Fahrzeug pro Woche ausgelegt. Der Prototyp entstand noch als typisches Bausatzfahrzeug. Die Serienfahrzeuge wurden hingegen in weitgehend vormontierter Form angeboten und kosteten 1971 in Deutschland beachtlich hohe 6300 DM zuzüglich 11 % Mehrwertsteuer. Zum Vergleich: Ein neuer VW 1200 kostete zur selben Zeit 4945 DM, ein VW (1600) Karmann Ghia Coupé 8490 DM und der 1969 erschienene VW-Porsche 914 12.560 DM. VW-Buggys von Karmann in Osnabrück waren als Bausatz für rund 3000 DM und als Komplettfahrzeug ab 8800 DM erhältlich. Belege dafür, dass der Nembo auch als Komplettfahrzeug verkauft wurde, liegen nicht vor.
In der Saison 2010 nahm ein von Burgert hergestelltes Fahrzeug im historischen Motorsport teil.

## Technik
Der Nembo ist ein Kunststoff-Coupé mit dem Plattformrahmen, dem Fahrwerk und der Antriebstechnik des VW Käfer. Hinzu kommt ein mitgelieferter Rohrrahmen zur Erhöhung der Stabilität. Das Fahrzeug ist vier Meter lang und nur 110, 119 beziehungsweise 120 Zentimeter hoch. Die Kunststoffkarosserie passte auf alle bisherigen Käfer-Chassis und wurde mit dem Käfer-Rahmen sowie dem Rohrrahmen darunter verschraubt. Eine Kürzung des Chassis war – anders als bei manchen Konkurrenzprodukten – nicht erforderlich.
Die glattflächig-moderne Karosserie des Nembo ist sportlich gestaltet. Das Konzept ähnelt dem zeitgenössischen Fiberfab Bonanza von 1968, dem brasilianischen Puma von 1968 und dem Custoca Strato von 1970. Die vergleichsweise eckige Front ist charakterisiert durch kleine runde Doppelscheinwerfer, die ebenso wie der schwarze Kühlergrill leicht zurückversetzt sind. Die Gestaltung erinnert an das Fiat Dino Coupé von 1967 und den Opel Manta der ersten Serie von 1970. Der Dachaufbau ist geprägt von den Targa-artig breiten Dachsäulen hinter den Türen sowie einer großen Panoramaheckscheibe. Das Heck greift Stilelemente der Alpine A110, des ATS 2500 GT sowie vor allem des Bizzarrini GT 5300 auf. Auf den wenigen verfügbaren Abbildungen ist der Nembo teils mit, teils rennsportmäßig ohne hintere Metall-Stoßstange zu sehen. Ferner besitzt er Vierloch-Leichtmetallfelgen, ein Hinweis, dass die abgebildeten Fahrzeuge bereits vordere Scheibenbremsen besaßen.
In zeitgenössischen Veröffentlichungen wurde die Karosserie des Nembo als „sehr flott“ und „rassig“ mit „ein wenig Pininfarina“ und „einer größeren Anleihe bei Bertone“ bezeichnet. Von Bertone stammt insbesondere das hinsichtlich der Front ähnliche Fiat Dino Coupé. Hingegen ist keine konkrete Ähnlichkeit zu den Nembo-Modellen von Neri e Bonacini erkennbar, namentlich den Nembo-Ferrari. Die Front des VW-basierten Nembo ähnelt dagegen derjenigen von zwei speziellen Ferrari 330 GT 2+2 von Mitte der 1960er-Jahre. Der italienische Automobildesigner Giovanni Michelotti hatte sie im Auftrag des US-amerikanischen Ferrari-Importeurs Luigi Chinetti gestaltet, ein Spider genanntes Targa-Coupé auf dem Chassis 6109GT von 1965 und das Coupé mit der Chassisnummer 9083GT von 1967.
Durch das niedrigere Gewicht der Karosserie, die kleinere Stirnfläche und den günstigeren Luftwiderstandsbeiwert verbesserten sich die Fahrleistungen und der Kraftstoffverbrauch des VW-basierten Nembo gegenüber dem Ausgangsfahrzeug. Mit dem herkömmlichen 1200-Kubikzentimeter-Motor und 34 PS/25 kW erreichte der Nembo bei Testfahrten eine Höchstgeschwindigkeit von 143 Kilometer pro Stunde bei rund 4800 Umdrehungen pro Minute, kurzzeitig sogar 147 Kilometer pro Stunde bei rund 5000 Umdrehungen pro Minute. Die Werte sind insofern beachtlich, als der Käfer-Motor seine Höchstleistung normalerweise schon bei 3600 Umdrehungen pro Minute erreichte und die Höchstgeschwindigkeit mit der Serienkarosserie des Käfer lediglich 115 Kilometer pro Stunde betrug. Der Tester leitete hieraus einen besonders günstigen cW-Wert von etwa 0,30 ab.
Gelobt wurde, dass das geringere Gewicht der Kunststoffkarosserie, der tiefere Schwerpunkt und die günstigere Gewichtsverteilung durch das Fehlen der Rücksitze sich günstig auf das Fahrverhalten auswirkten. Im Innenraum wurde der Käfer-untypische, große Drehzahlmesser und der Platz für ein Radio gelobt, hingegen das – lange Zeit auch für den Käfer typische – Fehlen einer Tankanzeige bemängelt.
In der Serienversion wurde der Nembo weitgehend vormontiert verkauft: Die Türen, die hintere Stoßstange, die Motorhaube sowie die nach vorne öffnende Fronthaube waren bereits montiert, alle Scheiben bereits eingebaut. Die Polyester-Karosserie war jedoch noch unlackiert. Der vorbereitete Innenraum umfasste das fertige Armaturenbrett sowie Türverkleidungen und einen Dachhimmel aus schwarzem Kunstleder. Vom Käufer zu beschaffen und einzubauen waren hingegen ein Käfer-Fahrgestell samt Motor, ferner Hupe und Lenkrad sowie die vorderen Doppelscheinwerfer.
Hierdurch wurde der Nembo vergleichsweise teuer und konnte sich letztlich nicht gegen die zunehmende Konkurrenz von sportlichen Modellen wie dem Ford Capri, Opel Manta oder Opel GT durchsetzen.
Rückblickend wird den Kunststoffkarosserien von Burgert eine wichtige Vorreiterrolle in fertigungstechnisch-gestalterischer Hinsicht zugeschrieben.